# Bob Leto
Bob Leto (* um 1954) ist ein US-amerikanischer Jazzmusiker (Schlagzeug).

## Leben und Wirken
Leto gewann mit 18 Jahren einen Preis der National Endowment for the Arts, was ihm ermöglichte, Unterricht bei Joe Morello und Tony Williams zu nehmen. In den 1970er-Jahren war er als Begleitmusiker der Rocksängerin Pat Benatar tätig, einer Klassenkameradin in Lindenhurst, New York. Dann studierte er am Berklee College of Music. Mitte der 1980er-Jahre trat er regelmäßig im Sonny’s Place in Seaford, Long Island auf, wo er mit Billy Mitchell spielte und verschiedene Jazz-Combos leitete.
Ab den späten 1990er-Jahren arbeitete Leto mit Jeff Palmer (Burn’in the Blues, 2000, mit John Abercrombie, Vincent Herring), und mit einer Gruppe, die er mit dem Saxophonisten Paul Kendall leitete. Unter eigenem Namen spielte er das Album Cheesecake (2007) im Trio mit dem Bassisten Dominic Duval und dem Gitarristen Tim Siciliano ein. Im Bereich des Jazz war er laut Tom Lord zwischen 1999 und 2008 an sechs Aufnahmesessions beteiligt.
Nach Ansicht von Paul West, der das von Leto gemeinsam mit Paul Kendall veröffentlichte Album Red Top für All About Jazz rezensierte, wurzelt Letos Schlagzeugspiel in eher traditionellen Motiven.

## Diskographische Hinweise
- Paul Kendall: Swingin’ (2000, mit Bobby Forrester, Rudy Petschauer, Mike Petrocini)
- Paul Kendall / Bob Leto: Excursions (Brownstone Recordings, 2001, mit Kenny Drew junior, John Ray)
- Paul Kendall, Bob Leto: Red Top (Brownstone Recordings, 2001)